# تیم ملی بسکتبال هند
تیم ملی بسکتبال هند،نماینده کشور هند در میادین بین‌المللی بسکتبال است. و توسط فدراسیون بسکتبال هند کنترل می شود. این نهاد وابسته به FIBA از سال ۱۹۳۶ می‌باشد. تیم ملی بسکتبال هند تاکنون موفق به کسب ۳ طلا مدال و ۱ مدال نقره در بازی‌های جنوب آسیا شده است.

## تاریخچه
۱۹۶۵-۱۹۷۵
هند برای اولین بار در مسابقات بسکتبال آسیا در سال ۱۹۶۵ در مرحله بین المللی ظاهر شد و در آنجا رقابت نسبتاً خوبی داشت. هند در این رویداد خوب ظاهر شد و در سال ۱۹۷۵موفق شد مسابقات خوبی را انجام دهد ، زمانی که این تیم حتی به جمع ۴ تیم نهایی نیز رسید.